# Smîkivți, raionul Ternopil, regiunea Ternopil
Smîkivți (în ucraineană Смиківці) este o comună în raionul Ternopil, regiunea Ternopil, Ucraina, formată numai din satul de reședință.

## Demografie
Componența lingvistică a comunei Smîkivți
     Ucraineană (99,42%)
     Alte limbi (0,58%)
Conform recensământului din 2001, majoritatea populației comunei Smîkivți era vorbitoare de ucraineană (99,42%), existând în minoritate și vorbitori de alte limbi.